# Aiuti di Stato
In diritto, gli aiuti di Stato sono tutti i finanziamenti a favore di imprese o produzioni, sia provenienti direttamente dallo Stato, sia da altri soggetti quali le imprese pubbliche, intese come quelle imprese nei confronti delle quali i poteri pubblici possono esercitare, direttamente o indirettamente, un'influenza dominante per ragioni di proprietà, di partecipazione finanziaria o della normativa che le disciplina.

## Storia
Il concetto originale venne introdotto già nell'articolo 87 del General Agreement on Tariffs and Trade del 1947 che definiva aiuto di stato un contributo concesso direttamente dallo Stato membro o con risorse statali di qualsiasi tipo. Questa definizione piuttosto larga venne precisata dalla giurisprudenza della Corte Europea di Giustizia come un tentativo dello Stato membro di conferire assistenza o vantaggio a specifiche intraprese economiche, tentativo che secondo la Corte avrebbe interferito in modo ingiusto con il commercio interno della EU.

## Disciplina contenuta nel Trattato sul funzionamento dell'Unione europea
L'articolo 107, paragrafo 1, del Trattato sul funzionamento dell'Unione europea (TFUE) precisa i presupposti che devono essere presenti affinché l'intervento costituisca un aiuto di Stato nel senso dato dal diritto dell'Unione europea a questo termine. Le quattro condizioni richieste sono le seguenti:
- origine statale dell'aiuto (aiuto concesso dallo Stato ovvero mediante risorse statali);
- esistenza di un vantaggio a favore di talune imprese o produzioni;
- esistenza di un impatto sulla concorrenza;
- idoneità ad incidere sugli scambi tra gli Stati membri.

Gli interventi che presentano queste quattro caratteristiche sono qualificabili aiuti di Stato, indipendentemente dalla loro forma (es. sovvenzione, prestito a tasso agevolato, garanzia contro un corrispettivo non di mercato, vendita di beni, locazione di immobili o acquisizione di servizi a condizioni preferenziali per le imprese, riduzioni fiscali, partecipazioni al capitale di imprese a condizioni che non sarebbero accettate da un buon investitore privato operante in normali condizioni di mercato...).
In virtù della forte integrazione all'interno del mercato comunitario si può ritenere che siano rari i casi in cui un aiuto di origine statale che procura un vantaggio ad una o più imprese non abbia anche un impatto sulla concorrenza e sugli scambi tra gli Stati membri.

## Principio di divieto e deroghe
Lo stesso articolo 107, paragrafo 1 del TFUE prevede il principio dell'incompatibilità degli aiuti di Stato con il mercato interno. Il principio è dunque quello del divieto, ma esistono anche alcune deroghe a questo principio, contenute nel citato articolo 107, paragrafi 2 e 3, e negli articoli 93 e 106, paragrafo 2 del TFUE.
Gli aiuti sono sottoposti al controllo della Commissione, che li autorizza solamente quando rientrano in una delle deroghe previste dal trattato. Per l'applicazione della maggior parte delle deroghe la Commissione gode di un ampio poter discrezionale ma deve comunque motivare le sue decisioni. L'articolo 108 del TFUE dispone che anche il Consiglio possa stabilire che un aiuto è compatibile con il mercato interno e autorizzarlo, ma questo deve avvenire su richiesta di uno Stato membro, deliberando all'unanimità e solamente quando circostanze eccezionali giustifichino una tale decisione. I casi sono dunque rari. È dunque solamente in deroga al citato principio che gli aiuti possono essere autorizzati. 

### Aiutide minimis
Vi sono agevolazioni concesse dagli Stati alle imprese che sono considerate aiuti d’importanza minore, in quanto di importo talmente ridotto da non essere considerate neppure aiuti di stato perché non in grado di alterare la libera concorrenza.
Il regolamento de minimis disciplina gli aiuti di Stato di modesto importo (gli aiuti «de minimis») che sono dispensati dal controllo sugli aiuti di Stato in quanto si ritiene che essi non abbiano alcuna incidenza sulla concorrenza e sugli scambi nel mercato interno dell’Unione europea (Unione).
Gli aiuti de minimis si applicano alla maggior parte delle aziende. Il limite standard per i contributi è stato portato a 300.000 euro per impresa nel periodo di tre anni a partire dal 2024, un aumento rispetto ai 200.000 euro degli anni precedenti, come previsto dal Regolamento UE 2023/2831.

### Aiuti notificati
Per gli importi che sono da considerare aiuti di stato il Trattato prevede un obbligo di notifica preliminare (allo stadio di progetto) alla Commissione di tutti i nuovi aiuti o le modifiche di aiuti esistenti. Un aiuto concesso senza autorizzazione della Commissione europea (o del Consiglio nei rari casi in cui questo avviene) è automaticamente "illegittimo".

### Aiuti esenti dall'obbligo di notifica
Da alcuni anni la Commissione ha adottato alcuni regolamenti (e una decisione) che esentano gli Stati membri dall'obbligo di previa notifica. Gli aiuti sono generalmente ritenuti compatibili dalla Commissione qualora perseguano un obiettivo di comune interesse. In genere, l'aiuto deve essere volto a correggere un fallimento del mercato. La normativa vigente è il  Regolamento (UE) n. 651/2014.. Il nuovo Regolamento generale di esenzione per categoria costituisce un elemento fondamentale della modernizzazione degli aiuti di Stato. Il campo di applicazione delle esenzioni dall'obbligo di notifica preventiva degli aiuti di Stato è stato ampliato. Dal 1 luglio 2014 gli Stati membri possono concedere aiuti di importi più elevati ad una categoria più ampia di imprese rispetto al  precedente Regolamento. URL consultato il 24 maggio 2018 (archiviato dall'url originale il 24 marzo 2016). (che era stato emanato nel 2008) senza doverli notificare alla Commissione per l'autorizzazione preventiva, se sono rispettate talune condizioni.  La gamma delle categorie di aiuti in esenzione da notifica ora comprende: gli aiuti ai poli di innovazione, i regimi di aiuto per ovviare ai danni arrecati dalle calamità naturali, gli aiuti per le infrastrutture a banda larga, gli aiuti per la cultura e la conservazione del patrimonio, gli aiuti per lo sport e infrastrutture multifunzionali ricreative, gli aiuti agli investimenti per le infrastrutture locali.

## Obbligo di recupero di aiuti indebiti
Con la sentenza Lucchini (causa C-119/05, del 18 luglio 2007), la Corte di Giustizia Europea ha stabilito che «la valutazione della compatibilità con il mercato comune di misure d'aiuto o di un regime di aiuti rientra nella competenza esclusiva della Commissione, che opera sotto il controllo del giudice comunitario», derivando dal principio di primato del diritto comunitario l'obbligo di recuperare gli aiuti di Stato dichiarati tali con decisione della Commissione divenuta definitiva. L'obbligo di recupero vale anche in capo all'amministrazione Finanziaria per aiuti di Stato indebitamente concessi in forma di sgravi fiscali o di rimborsi, con facoltà di agire anche avverso a società a partecipazione pubblica. In presenza di aiuti illegittimi per vizi procedurali (es. mancata o ritardata notifica alla Commissione), lo Stato membro può procedere al recupero, anche se questo viene poi dichiarato dalla Commissione compatibile col diritto dell'UE. Esistono precedenti in cui la Commissione ha ottenuto ragione dalla Corte di Giustizia contro uno Stato membro per l'inadempienza rispetto agli obblighi di recupero degli aiuti di Stato(e agli obblighi di informazione, precedenti le modifiche del 2014).